# Eragrostis ferruginea
Eragrostis ferruginea är en gräsart som först beskrevs av Carl Peter Thunberg, och fick sitt nu gällande namn av Ambroise Marie François Joseph Palisot de Beauvois. Eragrostis ferruginea ingår i släktet kärleksgrässläktet, och familjen gräs. Inga underarter finns listade i Catalogue of Life.